# Sambirata
Sambirata is een bestuurslaag in het regentschap Banyumas van de provincie Midden-Java, Indonesië. Sambirata telt 4802 inwoners (volkstelling 2010).